# Гора (фильм, 1956)
«Гора» — американский фильм 1956 года режиссёра Эдварда Дмитрыка, по мотивам романа Анри Труайя.

## Сюжет
Когда пассажирский самолет терпит крушение недалеко от вершины Монблана во французских Альпах, алчный местный житель Кристофер Теллер решает пойти и ограбить мёртвых. Однако у него нет никакой надежды добраться до места крушения без помощи своего старшего брата — Закари, высококлассного альпиниста. Закари хочет оставить мертвых в покое, но Крис преследует его, пока он, наконец, не сдается.
Добравшись до упавшего самолета, они находят одного тяжело раненного выжившего — индийскую девушку. Крис, понимая, что если они её спасут, то станет понятно, что они ограбили мёртвых, хочет оставить девушку умирать, но Закари настаивает на том, чтобы спустить её с горы.
На спуске Крис, игнорируя предупреждение Закари, пытается пересечь небезопасный снежный мост и падает насмерть. Когда Закари доставляет женщину в свою деревню, он рассказывает всем, это было его решение — подняться на гору, чтобы ограбить самолет, а своего погибшего брата он заставил идти с ним. Но друзья Криса, которых он тоже подбивал пойти в гору, знают правду, и не дают Закари оклеветать себя.

## В ролях
- Спенсер Трейси — Закари
- Роберт Вагнер — Крис
- Клер Тревор — Мари
- Уильям Демарест — отец Пьер Белаши
- Барбара Дарроу — Симона
- Ричард Арлен — Ривиал
- Э. Г. Маршалл — Соланж
- Анна Кашфи — индианка

## Съёмки
Место съёмок — Франция, коммуна Шамони-Мон-Блан в Альпах. Как сообщали газеты, население Ла-Тур-дю-Пен было нанято в качестве массовки.

## Литературная и реальная основа
Фильм снят по мотивам романа «Снег в трауре» («La Neige en deuil») французского писателя Анри Труайя (наст. имя Лев Тарасов), роман написан в 1952 году.
Поводом для сюжета романа стала произошедшая в 1950 году катастрофа L-749 на Монблане — на тот момент крупнейшая авиакатастрофа Франции. Борт Air-India с 48 пассажирами на борту разбился в Альпах, на поиски вышла группа альпинистов, которую возглавил Рене Пайот, который сорвался в ущелье и погиб, поэтому экспедиция вернулась обратно.
Фильм снят по мотивам романа, отличается в том числе финал фильма — «хэппи-энд» со спасением девушки и случайной гибелью Криса — не соответствует финалу романа.

## Критика
В целом критики оценили его как средний фильм, хотя за роль в фильме актёр Спенсер Трейси номинировался на премию BAFTA Awards (1957) в категории «лучший иностранный актёр».
Известно, что автору романа фильм не понравился, в мемуарах он писал, что экранизация его огорчила, назвал фильм нелепым и с поддельными характерами.
Советский журнал «Телевидение и радиовещание» (1979 год) указывал, что в этом фильме «подчёркнут детективный момент», в отличие от романа и его советской экранизации 1978 года, которые сосредоточены на психологически-моральной стороне событий.
Немецкий кинопортал «Filmdienst» характеризует фильм как эффектную, но малоубедительную драму, которую спасает только мастерство актёра Спенсера Трейси; а каталог «Lexikon „Filme im Fernsehen“» дал фильму две звезды из четырёх.
Критик Босли Краузер в рецензии в газете «Нью-Йорк таймс» раскритиковал фильм, по его мнению Трейси играет характер своего героя неясно: «трудно определить, как к нему относиться, разве что как к первоклассному горному козлу», а молодой актёр Вагнер выглядит как подросток-преступник, кроме того он «также неуместно „американский“ среди Альп», отметив что только центральный эпизод фильма — восхождение на гору — имеет ценность:

есть несколько потрясающих пейзажей, на это стоит посмотреть, как и на борьбу двух звезд на вершине горы. Остальная часть картины и актёрского состава имеют мало значения.